# Moe'N' A Lisa
Moe'N' A Lisa, llamado Moe, no Lisa en España y Moe y Lisa en Hispanoamérica, es un episodio perteneciente a la decimoctava temporada de la serie de televisión de dibujos animados Los Simpson. Este episodio fue estrenado el 19 de noviembre de 2006 en Estados Unidos, el 24 de junio del 2007 en Hispanoamérica. y el 20 de julio de 2008 en España. El episodio fue escrito por Matt Warburton y dirigido por Mark Kirkland. Las estrellas invitadas son J. K. Simmons interpretando a J. Jonah Jameson, y Tom Wolfe, Gore Vidal, Michael Chabon y Jonathan Franzen, quienes aparecen interpretándose a ellos mismos. En este episodio, Lisa descubre que Moe tiene madera de poeta, ayudándolo a codearse con importantes figuras de las artes escritas.

## Sinopsis
Todo comienza cuando una mañana, al despertarse, Homer descubre que tiene una cuerda de recordatorio atada a un dedo. Además, encuentra un mensaje escrito del revés sobre su pecho, ve otro mensaje escrito en las mascotas y otro en los cereales de Maggie. Creyendo que lo que debía recordar eran las Olimpiadas de Mayores en las que participa Abuelo va a ellas con la familia. Entonces, se revela que Homer había olvidado que le había prometido a Moe que lo llevaría a pescar para su cumpleaños. El Abuelo narra su encuentro con Adolf Hitler en 1936 en las Olimpiadas (en el cual le salva la vida al dictador por accidente), y logra ganar una medalla. Lisa se queja de que no logra encontrar a nadie lo suficientemente interesante para escribir un reporte. 
La familia Simpson vuelve a su casa a la noche y encuentran a Moe esperándolos en la puerta. Entrando en su propia casa, reciben un mensaje de Moe diciendo que Homer lo había olvidado. Impresionada por el contenido emotivo de la carta, Lisa decide hacer su reporte sobre Moe. En la habitación de hotel de Moe (en donde vive) Lisa descubre que el cantinero había estado escribiendo sus memorias en notas cortas. Pronto las consigue, las acomoda y las transforma en un libro de poemas, poniendo el nombre de Moe en la tapa y con un título inventado por ella "Aullando a una luna de hormigón". Luego, lo envía a un periódico de poesía y el libro se convierte en un éxito. 
Moe es invitado a una convención de escritores en Vermont, llevada a cabo por Tom Wolfe. Mientras conduce hacia allí, para no contrariar a Marge bebiendo mientras conduce frena cada vez que toma un trago. Moe y los Simpson finalmente llegan a la convención, en donde se encuentran con escritores famosos como Tom Wolfe, Gore Vidal, Michael Chabon y Jonathan Franzen. Después de que Gore Vidal sea echado de la convención cuando revela que había obtenido los títulos de sus libros por cosas que había visto, ya que un verdadero autor debía crear "incluso el título" de sus obras, Moe dice que el título de su libro lo había inventado él. Esto rompe el corazón de Lisa, quien abandona a Moe. Moe no parece darse cuenta del daño ocasionado, e incluso le pide a Lisa que le ayude de nuevo a componer un poema a lo que la niña se niega.
Moe finalmente escribe él mismo un poema, que se vuela y es devorado por unos gansos, que son asesinados por el cantinero, furioso. Lisa, mientras tanto, le dice a su familia lo que Moe había hecho y Bart y Homer planean vengarse del cantinero, derramando jarabe sobre él. Moe se da cuenta de que no puede crear poemas sin la ayuda de Lisa. Finalmente, recita su poema ante la convención, en el que revela que Lisa lo había ayudado en su primer libro. Mientras lo dice, Homer y Bart tratan de echarle encima cinco galones de jarabe, pero Lisa les pide que se detengan, ya que ya no estaba enfadada con Moe. Moe, calladamente, se va antes de que el jarabe alcance el suelo. 
Finalmente, Moe y Lisa se arreglan y encabezan una competición regional de bolos.